# Castra di Amba Aradam-Ipponio
I Castra di Amba Aradam-Ipponio erano un accampamento legionario a Roma (Italia), probabilmente risalenti all’epoca dell’imperatore Adriano, rinvenuti durante i lavori di costruzione della linea C della metropolitana di Roma.

## Storia
Il rinvenimento dei Castra è avvenuto a novembre 2015 durante gli scavi archeologici condotti nei cantieri della futura stazione Porta Metronia della linea C,  i cui lavori sono ripresi nel marzo 2016. L'area occupa 1750 mq e, a 9 metri di profondità, è stato rinvenuto parte di un castrum, risalente alla prima metà del II secolo, probabilmente all'epoca di Adriano. Il castrum è composto da un lungo corridoio centrale ai cui lati sono rinvenuti 39 ambienti di 16 mq, 25 dei quali quadrangolari, provvisti di pavimenti in mosaico con tessere bianche/nere e alle pareti intonaci affrescati.
All'interno dell'edificio sono state rinvenute anche tubature in piombo. La caserma è stata demolita e i suoi resti interrati con le macerie durante la costruzione delle Mura aureliane, probabilmente a scopo difensivo, per costituire una spianata priva di costruzioni vicino alle mura che migliorasse l'individuazione dei nemici. Il castrum fu costruito lungo un corso d'acqua che correva parallelo alle successive Mura aureliane, l'Aqua Crabra, che, secondo l'archeologa Simona Morretta, "serviva per irrigare gli orti e poi si dirigeva verso il Tevere". Inoltre, nel 2018, sono stati rinvenuti anche "mosaici bianchi e a figure nere, geometrie, alberi, un satiro e un amorino che lottano o danzano sotto un tralcio d'uva, un uccello su un ramo, un'antica fontana", insieme ad "altri due edifici della caserma con i dormitori dei soldati imperiali del II secolo", a 12 metri di profondità, un'area di servizio e la cosiddetta domus del centurione. Secondo l'archeologa Rossella Rea "tutta la struttura potrebbe essere una di quelle che sappiamo ospitavano milizie speciali, i servizi segreti dell'imperatore" (che in realtà erano ospitate nel castra peregrina).
Oltre alla domus, sono stati rinvenuti anche "i resti di una scala che serviva, nell'ultimo periodo, per salire al piano superiore, con uffici o altri dormitori di soldati" e un'area di servizio, seguita da "pavimenti in mattoncini, vasche, canalizzazioni dell'acqua e una soglia in blocchi di travertino", servita, probabilmente, "per accogliere delle merci da conservare", oltre a oggetti in legno, "resti di tavole usate per le fondazioni, travi e travetti dei carpentieri di allora buttati dentro delle fosse e pure coperture di piccoli canali, anelli d'oro, un manico d'avorio intarsiato di un pugnale, amuleti e i bolli laterizi".